# Lymphome non hodgkinien
 Mise en garde médicale
Les lymphomes non hodgkiniens sont des néoplasies développées à partir des tissus lymphoïdes, qui ne sont pas des lymphomes de Hodgkin.
Un lymphome est un cancer du système lymphatique aux dépens des lymphocytes.
Le système lymphatique comprend la moelle osseuse, la rate, le thymus, les ganglions lymphatiques et les vaisseaux lymphatiques ; il assure la défense de l'organisme contre les microbes, parasites, toxines, corps étrangers, etc.

## Histoire
Le lymphome de Hodgkin a fait l'objet d'un consensus rapide, laissant dans cette classe indéterminée les autres nombreux lymphomes, causant un nombre important de maladies différentes tant par leurs symptômes que par leur dangerosité. Henry Rappaport proposa une classification entre 1956 et 1966 qui fut la première largement acceptée. En 1982 apparu la Working Formulation qui fait usage du terme, encore largement en usage bien que rendue obsolete en 2008 par la classification des lymphomes de l'Organisation mondiale de la santé.
LNH est une dénomination qui recouvre une large palette de désordres, les uns assez bénins, les autres rapidement mortels à défaut de traitement, et son utilité est limitée aussi bien pour les patients que pour les médecins, mais elle reste en usage notamment pour les agences de santé à des fins épidémiologiques.

## Épidémiologie
Une étude de 2012 sur des données de 2010 leur attribuait 210 000 décès, en hausse par rapport aux 143 000 de 1990.
Les risques augmentent avec le vieillissement de la population,. Jusqu'à l'âge de 45 ans, il est plus fréquent chez les hommes que chez les femmes.
Entre les deux tiers et les trois quarts des patients survivent (voir infra).

### États-Unis
Les données 2012-2016 indiquent 196 cas, causant 56 décès, par million d'adultes et par an, et environ 700 000 personnes vivant avec un LNH. 2,2 % des hommes et femmes seront diagnostiqués durant leur vie.
La American Cancer Society indique que les LNH sont parmi les cancers les plus fréquents aux États-Unis, environ 4 % de tous les cancers.

### Canada
Au Canada, LNH est le cinquième plus fréquent cancer des hommes, et le sixième pour les femmes. Leur probabilité de le développer au cours d'une vie est estimée à respectivement 1 sur 44 et 1 sur 51.

### Royaume-Uni
Les données sur la période 2014-2016, en moyenne, indique 13 900 diagnostics et 4 900 décès par an. Il est le sixième cancer en termes de fréquence, et le onzième en termes de mortalité.

## Forme de lymphome et classifications
On distingue les lymphomes malins « ganglionnaires » et « extraganglionnaires », les phénotypes B et T (selon le lymphocyte affecté) et les lymphomes agressifs ou indolents.

### Lymphomes malins agressifs
Lymphomes ganglionnaires ou extraganglionnaires ayant une présentation agressive :
- Phénotype B :
  - lymphome diffus à grandes cellules B (LDGC-B)[9] :
    - lymphome à cellules B riche en cellules T et en histiocytes ;
    - lymphome à grandes cellules B du système nerveux central ou lymphome primaire du système nerveux central (LPSNC) ;
    - lymphome à grandes cellules B primitif cutané, de type jambe ;
    - LDGC-B au virus EBV+ de la personne âgée ;
    - lymphome diffus à grandes cellules B avec inflammation chronique (lymphome B à grandes cellules associé à une inflammation chronique, lymphome associé à un pyothorax) ;
    - granulomatose lymphomatoïde ;
    - lymphome B primitif du médiastin (type thymique) (MBCL) ;
    - lymphome intravasculaire à grandes cellules B (LIGB) (ou lymphome B à grandes cellules intravasculaire) ;
    - lymphome à grandes cellules B ALK-positif ;
    - lymphome plasmoblastique ;
    - lymphome B à grandes cellules associé à une maladie de Castleman multicentrique HHV8+ ;
    - lymphome à double expression (double expresseur) ;

  - lymphome primitif des séreuses ou lymphome à épanchement primaire (LEP) ;
  - lymphome à cellules du manteau (MCL) :
    - forme classique ;
    - à petites cellules ;
    - forme blastique (ou blastoïde) ;
    - forme pléomorphe avec des grandes cellules ;

  - lymphome de Burkitt ;
- Phénotype T : ils représentent 10 % des lymphomes non hodgkiniens[9] :
  - lymphome T périphérique sans autre précision (LTP-NOS) :
    - lymphome anaplasique à grandes cellules (LAGC) ;
    - lymphome angio-immunoblastique ;
    - lymphome T/NK de type nasal ;

  - lymphome lymphoblastique T ;

### Lymphomes non hodgkiniens indolents
- Phénotype B :
  - lymphome lymphocytique (LL) (localisation ganglionnaire de leucémie lymphoïde chronique LLC)[10] ;
  - lymphome à cellules de la zone marginale (MZL)[11] :
    - lymphome du tissu lymphoïde associé aux muqueuses (lymphome du MALT)[10] ;
    - lymphome de la zone marginale spléniques (SMZL) (de la rate) avec ou sans lymphocytes villeux ;
    - lymphome ganglionnaires de la zone marginale[10] (NMZL) avec ou sans cellules B monocytoïdes ;
    - formes disséminées ;

  - lymphome folliculaire :
    - grade 1 (< 50 % de centroblastes) ;
    - grade 2 (> 50 % de centroblastes) ;
    - cutané ;
    - digestif ;
- lymphome lymphoplasmocytaire[10] (lymphome lymphoplasmocytoïde ou immunocytome).

### Classification d'Ann Arbor
- Stade I : Atteinte d'un seul groupe ganglionnaire ou d'un seul organe.
- Stade II : Atteinte de plus d'une aire ganglionnaire d'un même côté du diaphragme. (partie inférieure ou partie supérieure du corps).
- Stade III : Adénopathies multiples des deux côtés du diaphragme. (partie inférieure et partie supérieure du corps).
- Stade IV : Atteinte diffuse d'un ou plusieurs viscères et de la moelle osseuse.

Auxquels on ajoute :
- E aux stades I, II ou III : si présence d'une atteinte viscérale contiguë ;
- A : si aucun signe de B ;
- B : avec amaigrissement inexpliqué de plus de 10 % du poids du corps en moins de 6 mois (ou 5 % en 1 mois) ou fièvre inexpliquée > 38 °C de plus de 8 jours ou sueurs nocturnes profuses.

### Classification de l'état général du malade (OMS)
- 0 : Il n'y a pas d'atteinte de l'état général de santé, le malade mène une vie normale.
- 1 : Il existe une fatigue, mais le malade peut vaquer à ses occupations quotidiennes et travailler.
- 2 : Une forte fatigue oblige le malade à se coucher dans la journée, mais moins de la moitié de la journée. Il ne peut plus travailler mais est encore capable de prendre soin de lui-même.
- 3 : Le malade reste alité ou assis plus de la moitié de la journée. Le malade est dépendant pour certains actes de la vie quotidienne : ménage, courses, etc.
- 4 : Le malade ne peut plus se lever et ne peut pas prendre soin de lui-même. Nécessité d'une aide pour tous les actes de la vie quotidienne.

### Classification selon leur degré de malignité

#### Lymphomes non hodgkiniens indolents (faible malignité)
- Lymphome folliculaire
- Lymphome lymphocytique (LL) (localisation ganglionnaire de leucémie lymphoïde chronique LLC)
- Lymphome de la zone marginale (dont lymphome du MALT)
- Macroglobulinémie de Waldenström (appelée aussi lymphome lymphoplasmocytaire ou immunocytome)
- Lymphome T cutané

#### Lymphomes non hodgkiniens agressifs (malignité élevée)
Le lymphome diffus à grandes cellules B
Le lymphome diffus à grandes cellules B est le plus fréquent des lymphomes (il représente 30 à 40 % des lymphomes non hodgkiniens). L'âge moyen des patients est 55 à 60 ans mais il peut toucher des enfants. Ces lymphomes agressifs peuvent prendre naissance dans les ganglions lymphatiques ou dans des endroits extra-ganglionnaires tels que le tube digestif, les testicules, la thyroïde, la peau, le sein, le système nerveux central ou les os.
Les lymphomes à cellules du manteau
Lymphomes à cellules B, les lymphomes à cellules du manteau représentent 5 à 10 % des cas de lymphomes non hodgkiniens et touchent le plus souvent des hommes de plus de 50 ans et la maladie est souvent à un stade avancé au moment du diagnostic. Les patients atteints présentent généralement de multiples atteintes ganglionnaires. Un ou plusieurs organes (en particulier le tube digestif) et la moelle osseuse peuvent également être touchés. Ce lymphome est souvent agressif. De nouvelles thérapies ont cependant démontré une efficacité sur la maladie.
Le lymphome de Burkitt, le lymphome « type Burkitt » (petites cellules non clivées)
Lymphome à cellules B de malignité élevée, le lymphome de Burkitt concerne les adultes et les enfants. C'est l'un des lymphomes diagnostiqués chez les patients infectés par le VIH. Toutes les formes de lymphomes de Burkitt concernent plus souvent les hommes, ils se comportent de la même façon et sont tous spontanément très agressifs. Toutefois, le pronostic après traitement est généralement favorable.
Les lymphomes T périphérique
Ils représentent 10 à 15 % des lymphomes non hodgkiniens chez les adultes. Le terme lymphome T périphérique est fondé sur le fait qu'il s'agit de tumeurs composées de cellules T (et non pas B) et que ces cellules sont matures. La plupart des lymphomes T périphériques ont une malignité élevée à l'exception du mycosis fongoïde.

#### Autres lymphomes
Lymphomes associés au VIH
On estime que près de 10 % des patients séropositifs développeront un lymphome. Il est généralement de malignité élevée.
Lymphome primitif du système nerveux central
Cancer qui touche uniquement le cerveau et la moelle épinière. En dehors de l'infection par le VIH, il touche principalement des personnes de plus de 60 ans.
Les lymphomes de l'enfant
Ils représentent environ 5 % des lymphomes non hodgkiniens.

## Étiologie
- Généralement indéterminée

Facteurs de risque :
- VIH ;
- virus d'Epstein-Barr et le lymphome de Burkitt ;
- HTLV-1 (Caraïbe et Japon) ;
- maladie auto-immune ;
- immunosuppression ;
- hépatite chronique virale C[12].

## Symptomatologie
Outre une altération de l'état général, on retrouve une fébricule (38 °C), un amaigrissement, des sueurs nocturnes (++), etc.

### Formes ganglionnaires
Présence d'adénopathies superficielles palpables et profondes visibles en imageries.

### Formes extra-ganglionnaires
Il n'y a pas de symptôme spécifique mais l'expression de l'envahissement de l'organe cible : l'estomac, la thyroïde, le cerveau, le testicule, la parotide, l'œil, la moelle osseuse.

## Index pronostiques

### Index pronostique international des lymphomes à grandes cellules (IPI)
Pour les articles homonymes, voir IPI.
- Selon la classification d'Ann Arbor
- Selon l'histologie du lymphome malin
- Selon les taux de LDH (lactate déshydrogénase)
- Selon l'âge du patient (plus ou moins de 60 ans)
- Selon son état général (0, 1, 2, 3, 4)
- Selon le nombre de localisations extra-ganglionnaires (0 ou 1 versus >1)

### Index pronostique international des lymphomes folliculaires (FLIPI)
- Selon la classification d'Ann Arbor
- Selon l'histologie du lymphome malin
- Selon les taux de lactate déshydrogénase
- Selon l'âge du patient (plus ou moins de 60 ans)
- Selon le taux d'hémoglobine

## Diagnostic
- Examens biologiques du sang
- Biopsie de la moelle osseuse
- Biopsie ganglionnaire
- Tomodensitométrie  (scanner) du thorax et de l'abdomen
- Tomographie à émission de positon

Auxquels sont parfois associés :
- Ponction lombaire
- Fibroscopie gastrique ou colique
- Scintigraphie osseuse
- Immunophénotypage des lymphocytes

## Traitement
- Radiothérapie
- Chimiothérapie
- Immunothérapie – Méthode de traitement destinée à modifier les moyens de défense naturels de l'organisme, soit par injection de sérum ou d'immunoglobuline qui apporte les anticorps spécifiques (immunothérapie passive), soit par vaccinothérapie qui suscite la production de ces anticorps (immunothérapie active) :
  - Anticorps monoclonaux : rituximab (MabThera)
  - Interféron
  - Thérapie génique
  - Thérapie anti-angiogénique
  - Radioimmunothérapie : tositumomab
  - Vaccins
  - Inhibiteurs de protéasome
  - Molécules antisens
- Chirurgie :
  - Splénectomie
  - Allogreffe
  - Autogreffe